# Auguste Chevalier
Auguste Jean Baptiste Chevalier (ur. 23 czerwca 1873 w Domfront, zm. 4 czerwca 1956 w Paryżu) – francuski botanik, taksonom i badacz tropikalnej Afryki, zwłaszcza francuskiego imperium kolonialnego w Afryce, w tym Wybrzeża Kości Słoniowej. Eksplorował i zbierał rośliny w Ameryce Południowej i tropikalnej Azji. Miał ogromny wkład w poznanie afrykańskich roślin – badał tamtejsze drzewa i ich drewno, trawy oraz rośliny użytkowe. Prowadził badania także w obszarze Sahary.
Standardowy skrót autora A.Chev. służy do wskazania jego osoby jako autora nazwy naukowej.

## Życiorys
Auguste Jean Baptiste Chevalier urodził się 23 czerwca 1873 roku w Domfront, gdzie jego rodzice prowadzili małe gospodarstwo. Uczęszczał do tamtejszej szkoły a następnie przeniósł się do Caen, gdzie w 1891 roku ukończył studia.
W 1896 roku uzyskał stopień naukowy w dziedzinie nauk przyrodniczych, a w roku 1901 doktorat na Uniwersytecie w Lille. W Lille pracował jako asystent botanika Charlesa Eugene Bertranda. W latach 1899–1900 brał udział w misji naukowej we francuskim Sudanie. W 1905 r. założył ogród botaniczny w Dalaba (Gwinea Francuska). W latach 1913–1919 badał i zbierał rośliny w Indochinach. W roku 1929 uzyskał profesurę w Paryżu.
W 1937 roku został wybrany na członka Académie des sciences, pełniąc funkcję jej prezesa w 1953 r. Był także członkiem Académie des sciences d'outre-mer (od 1922 r.), prezesem Société botanique de France w 1929 roku, wiceprezesem Comité national de géographie (1935–1952) i członkiem Académie d'agriculture de France (od 1937 r.).
W 1921 r. założył czasopismo Revue de Botanique appliquée et d'Agriculture coloniale.
Nazwy dla rodzajów: Chevalierella, Chevalierodendron, Neochevaliera oraz Neochevalierodendron zostały nadane na jego cześć.

## Wybrane publikacje[5][6]
- Sur l'existence probable d'une mer récente dans la région de Tombouctou, 1901 – O prawdopodobnym istnieniu niedawnego morza w regionie Timbuktu.
- Rapport sur une mission scientifique et économique au Chari-lac-Tchad, 1905 – Sprawozdanie z misji naukowej i gospodarczej nad rzeką Szari i jeziorem Czad.
- La forêt vierge de la Côte d'Ivoire, 1908 – Dziewiczy las Wybrzeża Kości Słoniowej.
- Mission Chari-Lac Tchad, 1902–1904: L'Afrique Centrale Française, 1908 - misja Szari – Jezioro Czad (1902–04); Francuska Afryka Równikowa.
- Le Pays des Hollis et les régions voisines: Mission scientifique de l'Afrique occidentale française, 1910 – Kraj Hollis i regiony sąsiednie; misja naukowa do Francuskiej Afryki Zachodniej.
- La forét et les bois du Gabon, 1917 –  Las i drewno Gabonu.
- La forêt du Brésil, 1929 – Lasy Brazylii.
- Les iles du Cap Vert: flore de l'Archipel, 1935 – Wyspy Zielonego Przylądka: flora archipelagu.
- L'agriculture coloniale: origines et évolutions, 1949 – rolnictwo kolonialne: początki i ewolucja[7]
- Octave Lignier, professeur de botanique à la Faculté des sciences de l'Université de Caen... (1855–1916). Notice biographique – Biografia Octave Lignier, profesor botaniki na Wydziale Nauk Uniwersytetu w Caen.